# Línea N4 (EMT Madrid)
La línea N4 de la empresa municipal de autobuses de Madrid es una línea nocturna que conecta la Plaza de Cibeles con Barajas. Realiza un recorrido similar al de las líneas diurnas 19 (en su recorrido por el distrito de Salamanca), 114 (entre Avenida de América y el barrio del Aeropuerto) y 115 (de Alameda de Osuna al centro de Barajas).

## Características
La línea, al igual que todas las líneas nocturnas de Madrid de la red de búhos, empieza su camino en la plaza de Cibeles y sus horarios de salida de la misma coinciden con los de otras líneas para permitir el transbordo.
La primera línea N4 que empezó a circular por las noches en octubre de 1974 unía la Puerta del Sol con Vallecas (con un itinerario que combinaba los recorridos de las líneas actuales N9, N10 y N11), no existiendo línea alguna que atendiese a Barajas entonces. En mayo de 1994, al ampliar la red nocturna de 11 a 20 líneas, la línea N4 pasa a realizar el recorrido Plaza de Cibeles - Barajas circulando por las calles Velázquez (ida) y Serrano (vuelta), María de Molina y Avenida de América y pasando por el barrio de la Alameda de Osuna antes de entrar en el casco histórico de Barajas.
En octubre de 2002, al ampliar la red de 20 a 26 líneas, la línea N4 cambia el recorrido para pasar por el barrio del Aeropuerto en sentido Barajas, y a partir del 18 de mayo de 2009 se modifica el recorrido de la línea de nuevo para que pase en ambos sentidos por el Polígono Quinta de los Molinos.
En la actualidad, presta servicio a todos los barrios del distrito de Barajas excepto Timón. El barrio del Aeropuerto y Corralejos solo queda cubierto en un sentido de la circulación, si bien la línea tiene circuito neutralizado.

## Horarios
| Domingos a jueves y festivos           |                   |                   |                   |                   |                   |                   |                   |                   |                   |                   |                   |                   |                   |                   |                   |
| Cibeles > Barajas                      | Cibeles > Barajas | Cibeles > Barajas | Cibeles > Barajas | Cibeles > Barajas | Cibeles > Barajas | Cibeles > Barajas | Cibeles > Barajas | Barajas > Cibeles | Barajas > Cibeles | Barajas > Cibeles | Barajas > Cibeles | Barajas > Cibeles | Barajas > Cibeles | Barajas > Cibeles | Barajas > Cibeles |
| 00                                     | 01                | 02                | 03                | 04                | 05                | 06                | 07                | 23                | 00                | 01                | 02                | 03                | 04                | 05                | 06                |
| 00 35                                  | 10 45             | 20 55             | 30                | 05 40             | 15                |                   |                   | 40                | 15 50             | 25                | 00 35             | 10 45             | 20                | 00 45             |                   |
| Viernes, sábados y vísperas de festivo |                   |                   |                   |                   |                   |                   |                   |                   |                   |                   |                   |                   |                   |                   |                   |
| Cibeles > Barajas                      | Cibeles > Barajas | Cibeles > Barajas | Cibeles > Barajas | Cibeles > Barajas | Cibeles > Barajas | Cibeles > Barajas | Cibeles > Barajas | Barajas > Cibeles | Barajas > Cibeles | Barajas > Cibeles | Barajas > Cibeles | Barajas > Cibeles | Barajas > Cibeles | Barajas > Cibeles | Barajas > Cibeles |
| 00                                     | 01                | 02                | 03                | 04                | 05                | 06                | 07                | 23                | 00                | 01                | 02                | 03                | 04                | 05                | 06                |
| 00 20 40                               | 00 15 30 45       | 00 15 30 45       | 00 15 30 45       | 00 15 30 45       | 00 20 45          | 15                | 00                | 30 55             | 20 40             | 00 20 35 50       | 05 20 35 50       | 05 20 35 50       | 05 20 35 50       | 10 30 50          | 15                |
| Sólo sábados y vísperas de festivo     |                   |                   |                   |                   |                   |                   |                   |                   |                   |                   |                   |                   |                   |                   |                   |

## Recorrido y paradas

### Sentido Barajas
Partiendo de la Plaza de Cibeles, la línea sale por el Paseo de Recoletos, que recorre casi entero y llegando a la Plaza de Colón gira a la derecha y sube por la calle Jorge Juan hasta la intersección con la calle Velázquez, girando a la izquierda para incorporarse a la misma.
La línea circula por la calle Velázquez hasta el cruce con la calle María de Molina, donde gira a la derecha para circular por esta calle hasta el final, siguiendo de frente por la Avenida de América, por la que sale de la almendra central a través de la Autovía del Nordeste, que abandona en la segunda salida de Arturo Soria tras cruzar sobre la M-30. En esta salida se incorpora a la calle Josefa Valcárcel.
Circula por la calle Josefa Valcárcel hasta la siguiente intersección, donde gira a la derecha para entrar al Polígono Quinta de los Molinos, que atraviesa por la calle Juan Ignacio Luca de Tena hasta el final de la misma, donde atraviesa la Glorieta de Ricardo Velázquez Bosco saliendo por la calle Marquesado de Santa Marta hasta desembocar ésta de nuevo en la calle Josefa Valcárcel, que recorre hasta el final de la misma en el nudo de Canillejas (donde conecta con la línea N5)
En este punto sale a la Autovía del Nordeste, por la que circula hasta el nudo de Eisenhower, donde sale en dirección al Barrio del Aeropuerto, que atraviesa por las calles Medina de Pomar y Trespaderne, saliendo por la Avenida Central para cruzar bajo la M-14 y entrar en el barrio de la Alameda de Osuna por la calle Bergantín.
Dentro de este barrio circula por la calle Bergantín hasta la intersección con la Avenida de Cantabria, por la que circula a continuación hasta la intersección con la calle de la Corbeta, donde gira a la derecha para tomar ésta y su continuación natural, la calle de Manuel Aguilar Muñoz, que recorre hasta la intersección con el Paseo de la Alameda de Osuna, donde gira de nuevo a la derecha, girando a la izquierda en el siguiente cruce para tomar la calle de los Brezos, por la que sale a la Avenida de Logroño, dejando atrás el barrio de la Alameda de Osuna al tomar esta avenida en dirección al casco histórico de Barajas.
Al llegar al casco histórico de Barajas, la línea abandona la Avenida de Logroño y toma la Avenida General, que recorre hasta la Plaza Mayor de Barajas, efectuando un cambio de sentido para volver a salir por la calle Gonzalo de Céspedes a la avenida de Logroño, la cual recorre hasta la plaza de los Pajarones, que toma para girar a la izquierda a la calle Playa de Riazor, donde tiene su cabecera junto a la estación de metro de Barajas.
| Código | Parada                                          | Común con              | Conexiones con Metro y Cercanías | Otros |
| ------ | ----------------------------------------------- | ---------------------- | -------------------------------- | --- |
| 72     | CIBELES-CASA DE AMÉRICA (Paseo de Recoletos, 2) | N1 N22 N24 N25 N26     | Banco de España                  | Líneas N1, N2, N3, N4, N5, N6, N7, N8, N9, N10, N11, N12, N13, N14, N15, N16, N17, N18, N19, N20, N21, N22, N23, N24, N25, N26 y Exprés Aeropuerto (N27) |
| 65     | Biblioteca Nacional                             | N1 N22 N23 N24 N25 N26 | Recoletos                        | |
| 424    | Velázquez-Goya                                  |                        | Velázquez                        | |
| 426    | Velázquez-Ortega y Gasset                       |                        |                                  | |
| 427    | Velázquez-Juan Bravo                            |                        | Núñez de Balboa                  | |
| 428    | Velázquez-Diego de León                         |                        |                                  | |
| 793    | Velázquez-María de Molina                       |                        |                                  | |
| 791    | María de Molina                                 |                        |                                  | |
| 5788   | Intercambiador de Avenida de América            | N202                   | Avenida de América               | N2 NC1 NC2 |
| 1284   | Puente de CEA                                   | N202                   |                                  | |
| 3563   | Josefa Valcárcel-INE                            |                        |                                  | |
| 3111   | Diario ABC                                      |                        |                                  | |
| 3113   | Juan Ignacio Luca de Tena-Juana I               |                        |                                  | |
| 3116   | Juan Ignacio Luca de Tena-Botánico              |                        |                                  | |
| 4818   | Marquesado de Santa Marta-R. Velázquez Bosco    |                        |                                  | |
| 3119   | Marquesado de Santa Marta                       |                        |                                  | |
| 5317   | Josefa Valcárcel-Gutiérrez Canales              |                        |                                  | |
| 5617   | Canillejas                                      | N202                   | Canillejas                       | N5 |
| 5390   | Medina de Pomar                                 |                        |                                  | |
| 2969   | Barrio Aeropuerto                               |                        |                                  | |
| 2971   | Galeón-Bergantín                                |                        |                                  | |
| 2972   | Plaza de la Goleta                              |                        |                                  | |
| 2973   | Avenida de Cantabria-Bergantín                  |                        |                                  | |
| 5422   | Corbeta-La Rioja                                |                        | Alameda de Osuna                 | |
| 1308   | Paseo de la Alameda de Osuna 80                 |                        |                                  | |
| 4922   | Avenida de Logroño-Polideportivo                | N204                   |                                  | |
| 1313   | Avenida de Logroño-San Severo                   | N204                   |                                  | |
| 1315   | Avenida de Logroño-Ariadna                      | N204                   |                                  | |
| 1317   | Avenida General                                 |                        |                                  | |
| 5649   | Plaza Mayor de Barajas                          |                        |                                  | |
| 1321   | Avenida de Logroño-Algemesí                     | N204                   |                                  | |
| 4169   | BARAJAS (C/ Plaza de Riazor - Av. Logroño)      |                        | Barajas                          | |

### Sentido Plaza de Cibeles
La línea inicia su recorrido en la calle Playa de Riazor, junto a la estación de metro de Barajas, continuando por la misma hasta llegar a la calle Playa de América, la cual toma hasta el cruce con la calle Aeronave, que recorre para llegar a la calle Timón y circular brevemente por ésta para salir a la plaza de Nuestra Señora de Loreto. Desde aquí, gira a la derecha para continuar por las calles de las Alas y Algemesí y desembocar en la Avenida de Logroño, que toma en dirección a la Autovía del Nordeste. Recorre esta avenida hasta la intersección con la calle Manuel Aguilar Muñoz, girando a la izquierda para entrar por ella en la Alameda de Osuna. Al final de esta calle gira a la derecha y toma la Avenida de Cantabria, por la que circula hasta la Plaza del Mar.
En esta plaza, la línea sale por la Avenida de la Hispanidad en dirección oeste, por la que desemboca en la Avenida de América (vía de servicio de la A-2), que recorre pasando por el nudo de Canillejas (donde conecta con la línea N5) y abandona poco después del nudo al desviarse a la derecha por la calle de las Peonías. Por esta calle llega a la Glorieta del Yucatán, donde toma el puente Felipe Juvara sobre la A-2. Al otro lado del puente se encuentra la glorieta de Ricardo Velázquez Bosco, donde sale por la calle Juan Ignacio Luca de Tena.
La línea circula a continuación por esta calle atravesando el Polígono Quinta de los Molinos, y al final de la misma sigue de frente por la calle Telémaco y posteriormente la calle Angelita Cavero, por la que sale, girando a la derecha, a la calle de Arturo Soria, circulando por ella hasta la intersección con la calle Emilio Vargas, donde gira a la izquierda para salir por esta calle a la Autovía del Nordeste en dirección al centro de Madrid.
Al terminar la autovía, la línea sigue por el tramo urbano de la Avenida de América y su continuación, la calle María de Molina, hasta la intersección con la calle Serrano, donde gira a la izquierda para incorporarse a la misma. Recorre la calle Serrano hasta desembocar en la Puerta de Alcalá, donde toma la calle de Alcalá en dirección al centro hasta llegar a la cabecera en la Plaza de Cibeles, situada al inicio del Paseo de Recoletos junto al Palacio de Linares.
| Código | Parada                                          | Común con          | Conexiones con Metro y Cercanías | Otros |
| ------ | ----------------------------------------------- | ------------------ | -------------------------------- | --- |
| 4169   | BARAJAS (C/ Plaza de Riazor - Av. Logroño)      |                    | Barajas                          | |
| 4165   | Playa de América                                |                    |                                  | |
| 5825   | Nuestra Señora de Loreto                        |                    |                                  | |
| 1322   | Avenida de Logroño-Algemesí                     | N204               |                                  | |
| 1316   | Avenida de Logroño-Ariadna                      | N204               |                                  | |
| 1314   | Avenida de Logroño-San Severo                   | N204               |                                  | |
| 4921   | Avenida de Logroño-Polideportivo                | N204               |                                  | |
| 4924   | Avenida de Logroño-Bahía de Cádiz               |                    |                                  | |
| 5428   | Corbeta-La Rioja                                |                    | Alameda de Osuna                 | |
| 2974   | Avenida de Cantabria-Centro de Salud            |                    |                                  | |
| 1303   | Plaza del Navío                                 |                    |                                  | |
| 1301   | Plaza del Mar                                   |                    |                                  | |
| 1299   | Nudo Eisenhower                                 |                    |                                  | |
| 1297   | Avenida de América-Ciudad Pegaso                |                    |                                  | |
| 1295   | Avenida de América-Instituto Barajas            |                    |                                  | |
| 1293   | Canillejas                                      | N202               | Canillejas                       | N5 |
| 5348   | Glorieta del Yucatán                            |                    |                                  | |
| 4435   | Los Molinos                                     |                    |                                  | |
| 3115   | Juan Ignacio Luca de Tena-Botánico              |                    |                                  | |
| 3114   | Juan Ignacio Luca de Tena-Juana I               |                    |                                  | |
| 3112   | Diario ABC                                      |                    |                                  | |
| 4879   | Telémaco-INE                                    |                    |                                  | |
| 4878   | Angelita Cavero                                 |                    |                                  | |
| 229    | Arturo Soria-Josefa Valcárcel                   |                    |                                  | |
| 3125   | Nuestra Señora de América                       |                    |                                  | |
| 1283   | Avenida de América-Parque Avenidas              | N202               |                                  | |
| 1282   | Cartagena                                       |                    | Cartagena                        | |
| 1280   | Intercambiador de Avenida de América            | N202               | Avenida de América               | N2 NC1 NC2 |
| 792    | Velázquez-María de Molina                       |                    |                                  | |
| 447    | Serrano-Diego de León                           |                    |                                  | |
| 448    | Serrano-Maldonado                               |                    |                                  | |
| 449    | Serrano-Ortega y Gasset                         |                    |                                  | |
| 451    | Metro Serrano                                   |                    | Serrano                          | |
| 452    | Museo Arqueológico                              |                    |                                  | |
| 161    | Puerta de Alcalá                                | N5 N6 N7           | Retiro                           | |
| 72     | CIBELES-CASA DE AMÉRICA (Paseo de Recoletos, 2) | N1 N22 N24 N25 N26 | Banco de España                  | Líneas N1, N2, N3, N4, N5, N6, N7, N8, N9, N10, N11, N12, N13, N14, N15, N16, N17, N18, N19, N20, N21, N22, N23, N24, N25, N26 y Exprés Aeropuerto (N27) |

## Galería

Mapa zonal de la estación de Velázquez con las líneas de autobús que pasan, entre las que se encuentra la N4.
Mapa zonal de la estación de Serrano con las líneas de autobús que pasan, entre las que se encuentra la N4.
Mapa zonal de la estación de Núñez de Balboa con las líneas de autobús que pasan, entre las que se encuentra la N4.